# Olivier Catté
 (février 2017).
Olivier Catté, né en 1957, est un artiste contemporain français qui vit et travaille à Rouen. Il est diplômé (Diplôme National Supérieur d'Expression Plastique, département Art) délivré par l'Institut d'Arts Visuels d'Orléans en 1981et expose en France et à l'étranger depuis.

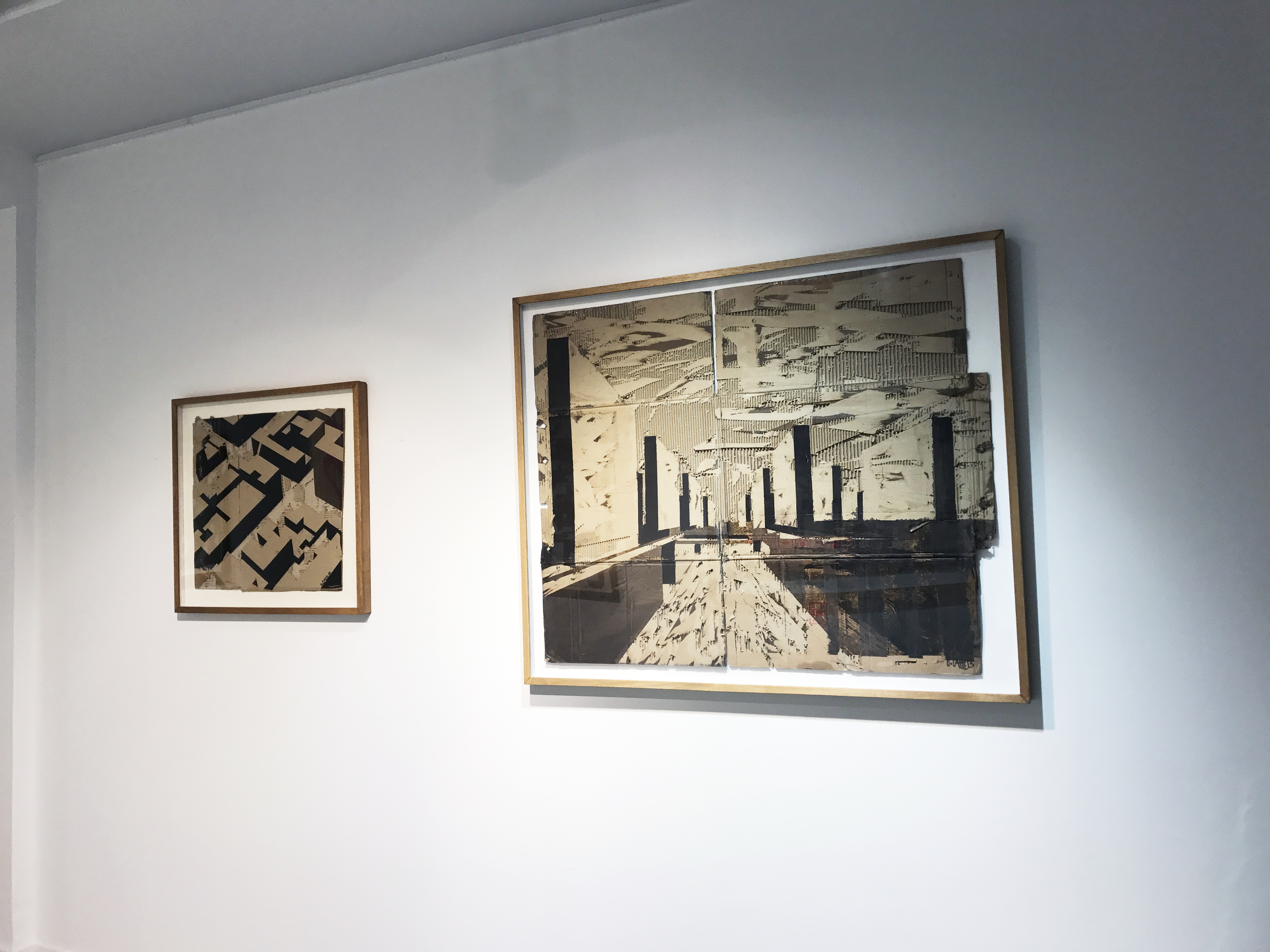
Olivier Catté - vue de l'exposition d'octobre 2016 à la Galerie Lazarew Paris

## Style
Olivier Catté s'est d'abord illustré dans la peinture, et bien qu'il soit aujourd'hui connu pour son travail sur carton, c'est comme peintre qu'il se définit. New York City lui fournit une source d'inspiration récurrente depuis 1999 mais c'est en 2008 qu'il commence à travailler le carton de récupération. Il épluche, creuse et grave le carton dans un geste qui dévoile les trames et textures inhérentes à ce matériau, pour faire apparaitre des architectures, des cités et des labyrinthes. L'urbain est au cœur de son travail, que ce soit de façon évidente (séries NYCartons, Cityscapes) ou plus abstraite (Interfaces, Suburbia).
Il s'inscrit dans une mouvance d'artistes contemporains s'intéressant aux thèmes urbains, comme Evol, artiste allemand.
Après une résidence d'artistes en Chine, commence à apparaitre dans son travail sur carton l'influence de la peinture shanshui. Les villes sont alors absorbées dans des paysages tourmentés. Ce travail sera partiellement révélé en novembre 2017 lors de l'exposition "Harmonious Society", Galerie Lazarew à Paris.
En 2018, Catté entame une nouvelle phase dans son travail: il délaisse le carton pour le papier marouflé sur toile, les architectures laissent peu à peu la place à des paysages suggérés. La peinture à proprement dite reprend de l'importance par rapport à la matière. Ce travail sera présenté à la galerie Lazarew, Paris, en 2019 lors de l'exposition intitulée Le Jour d'Après. Ce tournant sera confirmé lors de son exposition personnelle, en 2020, toujours dans la même galerie. Peu à peu toute trace d'architecture disparaît de son travail. « D'un face à face exclusif avec ses panneaux de carton – son support de prédilection auparavant –, le peintre explore désormais le champ des possibles du dessin et a intégré un troisième élément indissociable de l'histoire de la peinture et de la calligraphie en Asie : le souffle vital, le Qi qui circule dans la nature, dans l'atelier, entre la feuille de papier et lui-même, jusqu'à le traverser pareillement. Il n'est plus maître seul à bord, il lâche prise pour se laisser porter par une énergie qui régit l'univers. » (Stéphanie Pioda, Texte pour l'exposition « Contemplations » d'Olivier Catté, IND.Gallery, Nara, Japan.).

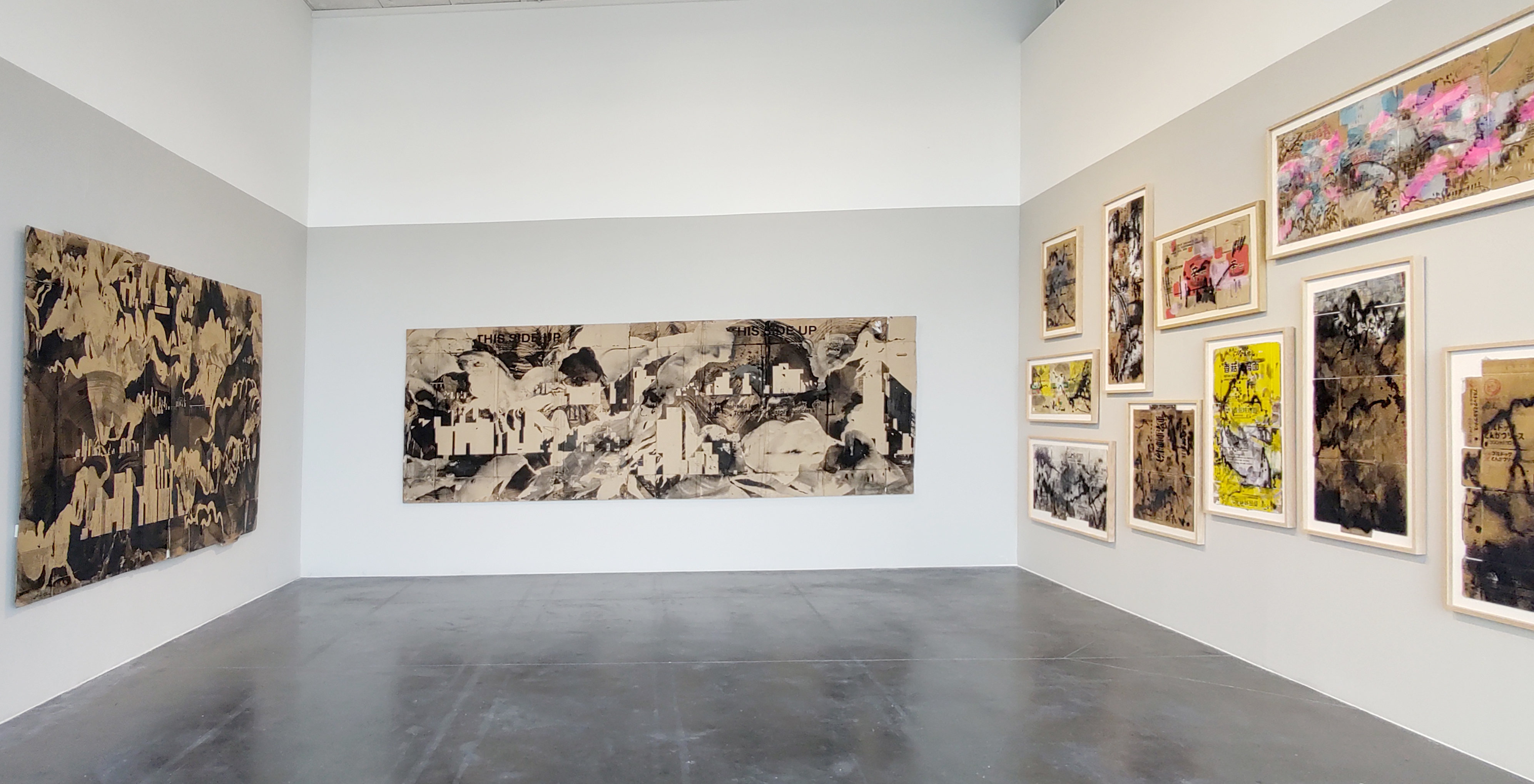
Centre d'Art Contemporain Le Hangar 107, Rouen, 2023

En 2023, le Centre d'Art Contemporain Le Hangar 107 à Rouen présente l'exposition "Mutation(s)" consacrée au travail sur carton d'Olivier Catté. "Mutation(s)" retrace ce parcours et met en perspective des œuvres travaillées au cutter, à celles plus récentes où l'artiste utilise pinceaux, crayons et pulvérisateurs pour déposer le souffle d'un paysage.(Beaux Arts Magazine°466).

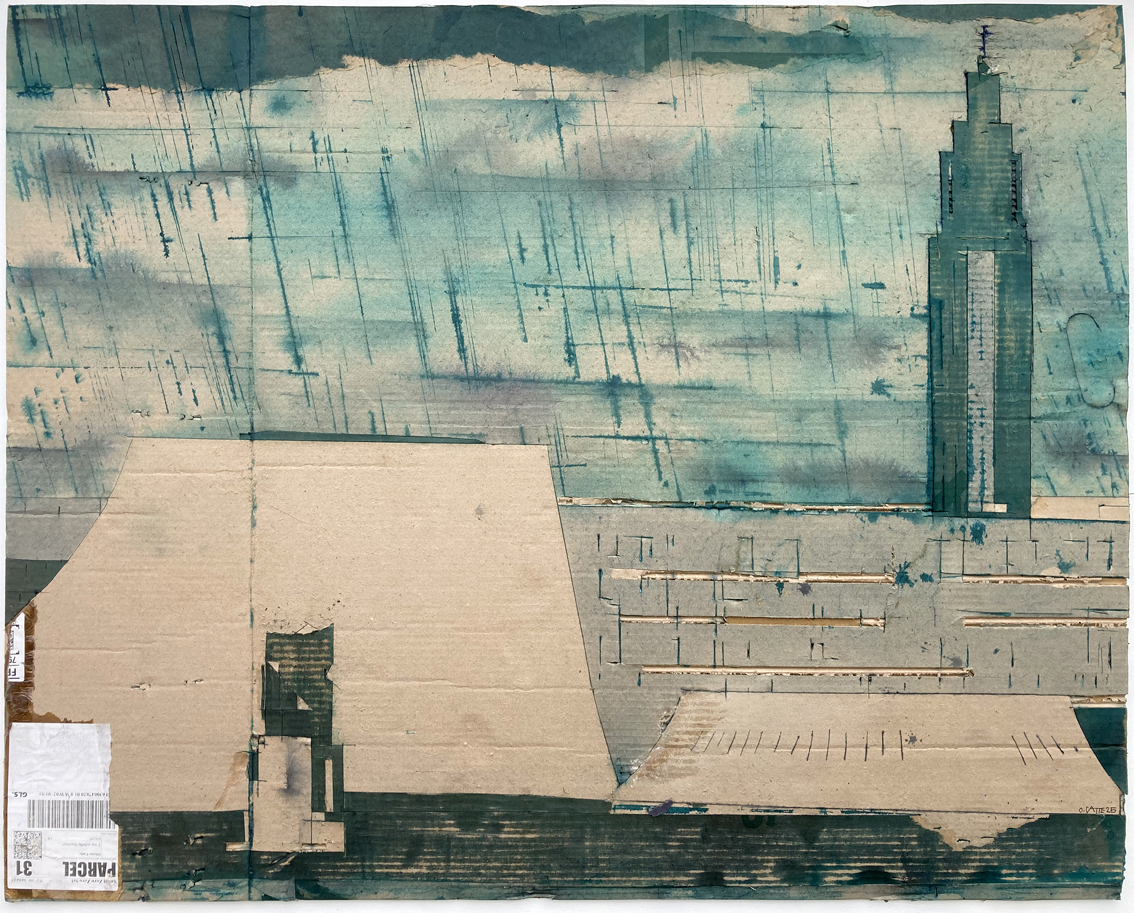
Le Havre, encres sur carton, 2024

2024 est l'année ou l'artiste se consacre à une nouvelle série d'oeuvres, sur carton d'emballage, ayant pour thème la ville du Havre.

## Expositions
Liste non exhaustive
- Art Paris - Paris, 2011
- NYCartons - Galerie Lazarew, Paris, 2011
- Interfaces - Galerie Lazarew, Bruxelles, Belgique - 2012
- Cityscapes - Galerie Lazarew Paris, France - 2013
- Galerie t., Dusseldorf, Allemagne - 2014
- Galerie Lazarew, Paris, France - 2014
- Suburbia - Galerie Lazarew, Bruxelles, Belgique - 2015 [11]
- Köln Art Fair 2016
- Tucheng International Art Center, Chine - 2016
- Solo show - Galerie Lazarew, Paris, France - 2016
- A Fine Line: Olivier Catté, Mahmoud Hamadani, Alan Sonfist, Wang Huangsheng - Art100 Gallery, New-York, USA - 2016-2017 [12]
- Solo show "Harmonious society" - Galerie Lazarew, Paris- 2017[13]
- Solo show  "Le Jour d'Après" - Galerie Lazarew - 2019
- Galeristes Art Fair 2020, Paris.
- Solo show, Galerie Lazarew - 2020
- "Contemplations", solo show at IND. Gallery, Nara, Japan- 2021
- "Jardins à visiter", solo show at IND. Gallery, Nara, Japan - 2022
- "Mutation(s)", solo show at Centre d'Art Contemporain Hangar 107, Rouen, 2023.
- "Encres et Lumières", mars 2025, duo show avec le photographe Christian Richer, Galerie Corinne Le Monnier, Le Havre.
- "Asia Store", solo show at IND. Gallery, Osaka, Japan - 2025